# Мария Кубашец
Мария Кубашец (на горнолужишки: Marja Kubašec) е лужишка учителка, преводачка, драматург и писателка на произведения в жанра биография, драма и детска литература. Пише произведенията си на горнолужишки език. Оказва значително влияние върху развитието на лужишката училищна система, както и на лужишката литература.

## Биография и творчество
Мария Кубашец е родена на 7 март 1890 г. в лужишкото село Квос, край Радибор, Германия. След завършване на началното училище в Радибор в периода 1902 – 1909 г. гимназия в Ерфурт. През 1909 г. започва рабога като учителка в Дуйсбург. Завръща се в Горна Лужица през 1911 г. В периода 1911 – 1925 г. е учителка в Кроствиц, после в периода 1926 – 1938 г. е учителка в Пулшниц, а до 1945 г. е учителка в Гросрьорсдорф.
След Втората световна война, поради членството си в NSDAP, първоначално не работи като учител, а преподава в Лужишкия център за образование на възрастни и като член на националния изпълнителен комитет за реорганизация към Федерацията на лужишките сорби „Домовина“. През 1949 г. отново е назначена за учителка в Бауцен, а от 1952 г. работи като преподавател по лужишка и немска литература в семинара на учителите на Сърбия в Радибор и Клайнвелка. След пенсионирането си през 1956 г. живее и пише в Квос.
След завръщането си в Горна Лужица през 1911 г. става член на лужишкото литературно, научно и културно образователно общество „Мачица Сербска“. Повлияна от Арнощ Мука и Ота Вичаз, се включва в сорбийското национално движение след Първата световна война. Заедно с учителската си професия е редактор на детското списание „Рай“ и в периода 1920 – 1922 г. е сътрудник на вестника „Сербски студент“.
В същото време пише първите си литературни произведения през 20-те години, като новелата „Wusadny“ (Прокаженият), публикувана през 1922/23 г. в списание „Лужица“ или пиесата „Khodojta“ (Вещицата) поставена в Кроствиц. По време на работата си в немските училища в Пулшниц и Гросрьорсдорф пише някои произведения на немски език.
След Втората световна война се включва през 1947 г. в групата на лужишките писатели, а през 1954 г. – към Сдружението на писателите от ГДР. През 1964 г. участва в основаването на театъра на лужишките сорби, от който след падането на стената през 1990 г. възниква детският театър на Лужица. Пиесата ѝ „Wichor a słónčna pruha“ (Буря и слънчев лъч) е първата постановка на театъра през 1965 г.
Мария Кубашец става популярна с биографиите си на двете жертви на националсоциализма – за Мария Гролмузец с „Hwězdy nad bjezdnom“ (Звезди над бездната, 1960) и за Алоис Андрицки с „Alojs Andricki“ (1967), и с историческата трилогия за учителя от 18-и век Босчий Сербин. Прави преводи от чешки език, а късно и от руски език.
През 1962 г. Маря Кубашец е удостоена с наградата „Чишински“, през 1966 г. получава наградата за литература „Домовина“, а през 1975 г. медала „Йоханес Р. Бехер“.
Мария Кубашец умира на 13 април 1976 г. в Бауцен, Германия.

## Произведения
- Wusadny (1922/23, 1925)
- Khodojta. Hra w třoch jednanjach (1926)
- Row w serbskej holi a druhe powědančka (1949)
- Koło časow (1950)
- Hwězdy nad bjezdnom (1960)
- Ptače worakawstwa (1961)
- Wichor a słónčna pruha (1961)
- Wanda (1962)
- Alojs Andricki (1967)
- Bosćiju Serbinje (1963, 1964, 1967) – историческа трилогия
- Lěto wulkich wohenjow (1970)
- Nalětnje wětry (1978)

## Книги за Мария Кубашец
- Marja Kubašec – Maria Kubasch (2014) – от Трудла Малинкова